# Simon Rožman
Simon Rožman (Celje, 6. travnja 1983.) slovenski je nogometni trener i bivši nogometaš. Vodio je slovenske klubove Celje, Domžale i Maribor te hrvatsku Rijeku osvojivši nogometni kup u obje države. Trenutačno je trener Osijeka.

## Trenerska karijera

### NK Celje
Svoju trenersku karijeru započeo je u Celju. Prvo je bio omladinski trener, a zatim omladinski direktor. U travnju iste godine postao je trener prve momčadi kluba, čime je postao najmlađi trener u Prvoj slovenskoj nogometnoj ligi. Momčad je preuzeo pred sam kraj sezone zadržavši klub u najvišem rangu prvenstva na osmom mjestu, a iduće sezone osvojio je drugo mjesto s respektabilnih 70 bodova, afirmiravši igrače poput Mislava Oršića te Benjamina Verbiča. Iste je sezone doveo Celje do finala Nogometnog kupa Slovenije, gdje je izgubio od Kopra 2:0, a iduću je sezonu započeo ispadanjem u prvom pretkolu Europske lige 2015./16. od poljskog Slaska. S mjesta glavnog trenera Celja odstupio je 31. kolovoza 2015. godine nakon serije lošijih rezultata u prvenstvu.

### NK Domžale
Godine 2016. Rožman se pridružuje klubu NK Domžale, prvo kao sportski direktor, a ubrzo kao glavni trener momčadi, nasljedivši Luku Elsnera. U svojoj prvoj sezoni osvojio je Nogometni kup Slovenije pobjedivši ljubljansku Olimpiju u finalu rezultatom 1:0. te završio četvrti u Prvoj slovenskoj nogometnoj ligi. Sljedeće sezone osigurao je treće mjesto na tablici s najboljom gol-razlikom te doveo klub do play-offa UEFA Europske lige 2017./18. izbacivši redom estonsku Floru Tallinn, islandski Valur te njemački Freiburg, dok je u završnoj fazi kvalifikacija ispao od francuskog Olympique de Marseillea. Prvu je utakmicu na Stožicama momčad remizirala 1:1, nakon čega je u uzvratnoj utakmici poražena rezultatom 3:0, usprkos čemu je Rožman zaslužio naklonost slovenske nogometne javnosti. Treću sezonu na klupi Domžala završio je ponovno na trećem mjestu u domaćem prvenstvu, a u europskim kvalifikacijama ispao u drugom pretkolu Europske lige 2018./19. zbog pravila gola u gostima. Svoju je četvrtu sezonu u klubu započeo ispadanjem od švedskog Malmoa, a nakon niza od osam utakmica bez pobjede u osam uvodnih kola domaćeg prvenstva dao je ostavku na mjesto glavnog trenera.

### HNK Rijeka
Krajem rujna 2019. godine preuzeo je Rijeku nasljedivši dotadašnjeg trenera Igora Bišćana, čime je ostvario svoj prvi inozemni angažman. Debitirao je visokom pobjedom nad Bujama od 11:0 u šesnaestini finala kupa, a prvu je sezonu završio na trećem mjestu sa samo bodom razlike od drugog mjesta koje je vodilo u kvalifikacije za Ligu Prvaka, pritom ostvarivši respektabilne rezultate poput tri pobjede nad splitskim Hajdukom (4:0, 2:0, 3:2). Iste je sezone osvojio Hrvatski nogometni kup minimalnom pobjedom nad Lokomotivom prije čega je iz natjecanja izbacio Dinamo i Osijek, a na početku iduće sezone uveo je momčad u skupine UEFA Europske lige 2020./2021. izbacivši ukrajinski Kolos Kovalivku te danski Kopenhagen. U izuzetno jakoj skupini sa španjolskim Real Sociedadom, talijanskim Napolijem i nizozemskim AZ Alkmaarom osvojio je respektabilna četiri boda skupivši pobjedu i remi, pritom zaradivši pohvale u Hrvatskoj i regiji, uz što je bio najmlađi trener u skupinama Europske lige te sezone. Iako je prvi dio sezone odrađen odlično unatoč brojnim zarazama te ozljedama (pobjeda i remi protiv Dinama, remi s vodećim Osijekom), nakon serije od pet utakmica bez pobjede uključujući dva poraza protiv Hajduka 27.2.2021. Rožman je odstupio s mjesta trenera Rijeke. 

### NK Maribor
Tri tjedna nakon odlaska iz Rijeke preuzeo je najtrofejniji slovenski klub, NK Maribor, uključivši klub u borbu za naslov prvaka koji je izgubio u zadnjem kolu direktnim okršajem protiv Mure. U kvalifikacijama za UEFA Konferencijsku ligu 2021./22. nakon prolaska armenskog Urartua ispao je od švedskog Hammarbyja unatoč boljoj igri, dok je nakon prvih pet kola držao prvo mjesto u prvenstvu, nakon čega je momčad upala u niz lošijih rezultata. Krajem rujna daje otkaz na mjesto trenera Maribora, poslije čega se špekuliralo o interesu engleskog Barnsleya za Rožmana, međutim dogovor nije realiziran.

### NK Celje
Na samom kraju kalendarske 2021. godine vratio se u klub gdje je započeo trenerske karijeru, NK Celje. Momčad je preuzeo na sedmom mjestu tablice te u međuvremenu ostvario značajnu pobjedu protiv ljubljanske Olimpije rezultatom 4:2. Sezonu je završio na osmom mjestu ljestvice, s čak 12 bodova prednosti nad devetoplasiranim klubom. Dana 1. lipnja 2022. Rožman raskida ugovor s Celjem kako bi se vratio u Domžale, iako se špekuliralo o preuzimanju HNK Šibenika.  

### NK Domžale
Dan nakon odlaska iz Celja Rožman preuzima NK Domžale, najmlađu momčad lige s ciljem razvoja mladih igrača, potpisujući trogodišnji ugovor. Momčad je jesenski dio sezone završila na petom mjestu, samo dva boda udaljena od plasmana u europska natjecanja.  

## Trofeji

### Kao trener
Domžale
- Pokal Slovenije: 2016./17.

Rijeka
- Hrvatski nogometni kup: 2019./20.